# カタ604船団
カタ604船団（カタ604せんだん）は、太平洋戦争末期の1945年2月26日に、鹿児島港から沖縄戦に備えた軍事輸送のため出航した日本の護送船団である。経由地の奄美大島でアメリカ海軍機動部隊の攻撃を受けて、輸送船が全滅したため任務を達成できなかった。
なお、同名船団が存在する可能性があるが、本項目では1945年2月出航の船団について述べる。

## 背景
1945年（昭和20年）2月、硫黄島の戦いが始まって南西諸島にもアメリカ軍の上陸が迫る中、日本軍は、南西諸島を防衛する第32軍を増強するため、第4海上護衛隊による護衛の下で日本本土から輸送船団を次々と送り出していた。輸送船4隻から成るカタ604船団もその一つで、宮古島に配備予定の四式肉薄攻撃艇（マルレ）部隊である海上挺進第30戦隊（海上挺進基地第30大隊の整備中隊同行）や建設作業用の爆薬などを輸送する任務を負っていた。うち、貨客船の大信丸（関西汽船：1306総トン）には、海上挺進第30戦隊の人員主力のほか慰安婦など民間人も乗船していた。
一方、アメリカ軍は潜水艦やマリアナ諸島から出撃するPB4Y-1/2哨戒爆撃機などにより、日本側の輸送を妨害していた。高速空母機動部隊である第58任務部隊も硫黄島の戦いの支援と沖縄上陸の準備のため、2月25日に東京を空襲するなど日本本土周辺で活動していた。日本側も、九州・南西諸島方面に機動部隊が来襲する危険が大きいと予期していた。

## 航海の経過
2月26日、鹿児島港で部隊と物資を積んだ輸送船4隻は、船団を組み出港した。護衛は、第四海上護衛隊の水雷艇友鶴以下4隻で、駒宮（1987年）によれば出港時は8隻だったが故障で4隻が離脱した。出港からまもなく敵機動部隊出現の可能性が高まったため、船団は鹿児島湾内で一時待機し、27日深夜に再出発した。島伝いの夜間航行を活用して空襲を避けて進む計画で、3月1日に奄美大島に仮泊、3月2日に沖縄本島寄港、3月3日に宮古島寄港を予定した。
3月1日午前7時、カタ604船団は予定通りに奄美大島久慈湾へ入泊した。第58任務部隊はこのときすでに南西諸島一帯に向けて攻撃隊を発進させており、日本軍は午前7時頃に沖縄地区に対して空襲警報を発令、大島地区でも警戒警報・空襲警報が順次発令された。船団各船は、久慈湾内にとどまり迎撃態勢を取った。午前7時40分過ぎに大島上空へ飛来したアメリカ軍第一波攻撃隊は、主に船団を狙って攻撃を開始した。1D型戦時標準船大亜丸（大阪商船：1942総トン）が真っ先に攻撃されて直撃爆弾1発と機銃掃射で炎上、次に湾の中央付近にいた貨客船大信丸が直撃爆弾2発により午前8時40分に沈没、1D型戦標船金山丸（橋本汽船：2220総トン）も大火災の末に爆沈と被害が続出した。1D型戦標船第十一星丸（山下汽船：1944総トン）は第一波の攻撃で甲板上の四式肉薄攻撃艇に引火して火災が起きたが、消火に成功した。
第一波の攻撃を生き残った艦船は午前9時20分頃、友鶴の指示で同じ奄美大島の篠川湾へ移動した。第十一星丸は少しでも物資を救おうと搭載していた四式肉薄攻撃艇82隻のうち5隻を降ろし、うちエンジンが始動できた2隻を使って大信丸の生存者救出などを行った。午後2時頃から第二波の攻撃隊が飛来し、給糧艦杵埼が直撃弾を受けて沈没した。第十一星丸も午後2時30分頃に爆弾3発が立て続けに命中して着底、火災が拡大して午後4時25分に総員退去した。同船は海上挺進第30戦隊の兵器主力（四式肉薄攻撃艇82隻・爆雷73個・燃料等）や作業用爆薬700立方メートルなど大量の可燃物を積んでおり、午後7時30分頃に大爆発を起こして四散した。爆発時に付近で作業中だった大尉以下の海軍将兵多数が巻き込まれて死傷している。大亜丸は第二波で至近弾を受けて浸水したが沈没は免れ、その他護衛艦艇3隻も機銃掃射により小破した。日本側護衛部隊は、アメリカ軍機2機撃墜・2機撃破を戦果として報じている。なお、本船団以外で3月1日の空襲により撃沈された日本艦船は、沖縄本島で水雷艇真鶴・特設砲艦長白山丸、宮古島で敷設艇燕・特設運送船とよさか丸・民間貨物船大建丸の多数に上った。
輸送船全てが撃沈破されたカタ604船団の運航は中止となり、生き残った護衛艦艇3隻は佐世保港へ回航された。損傷した大亜丸は加計呂麻島に回航して応急修理を開始したが、資材不足で作業が進まなかった。修理が終わらないうちに3月23日から26日にかけて再び第58任務部隊による空襲を受け、弾薬が尽きるまで応戦したが3月26日午後4時頃に沈没した。

## 結果

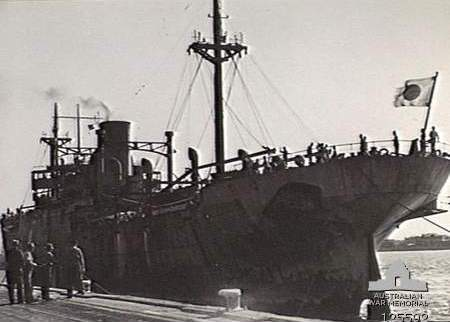
特設敷設艦高栄丸。

カタ604船団は輸送船4隻を全て目的地へたどり着けないまま撃沈破され、完全な失敗に終わった。輸送物資の大半も破壊された。乗船していた海上挺進第30戦隊の生存者は、3月15日に輸送任務で加計呂麻島瀬相へ来航した第18戦隊所属の敷設艦常磐と特設敷設艦高栄丸により収容され、海防艦3隻の護衛で佐世保へ送り返されている。
本船団の全滅後も、日本軍は沖縄への増援輸送を続行しようとした。本船団の残存護衛艦3隻も急速修理のうえカナ304船団の護衛に充てられたが、3月24日に第58任務部隊による空襲を受けて輸送船もろとも全滅している。機動部隊による損害増大のため、それ以降の輸送は中止された。
なお、本船団加入船のうち大亜丸は戦後に浮揚して再生され、満寿美丸の名で再就役している。

## 編制
- 輸送船 - 貨物船金山丸、同第十一星丸、同大亜丸、貨客船大信丸
- 護衛艦 - 水雷艇友鶴、給糧艦杵埼、特設掃海艇関丸、同第十六昭南丸